# Alltid en vals
Alltid en vals, ett musikalbum av Michael Saxell och Jalle Lorensson, utgivet på skivbolaget Egna händer den 4 juni 2008. Samtliga sånger på skivan är skrivna av Michael Saxell och skivan innehåller även versioner av hans skånska sånger Om himlen och Österlen och När en flicka talar skånska. Skivan innehåller även sången Näktergalen med text av Hjalmar Gullberg och Tror hon att jag bryr mig, som är en skånsk översättning av Michael Saxells Nashville-partner Dickey Lees countrysång She Thinks I Still Care som legat etta på USA-listan med artister som Elvis Presley, George Jones och Anne Murray.
Albumtiteln kom till efter att Michael Saxell spelat upp den färdigmixade skivan för musikjournalisten Lennart Persson och han berättade att han just intervjuat Emmylou Harris som sagt att hon aldrig uppträder utan att framföra en vals., 
I februari 2013 släpptes albumet Saxell Jalle Bandet.

## Låtlista
1. Nu när jag har dig - 3:59
2. Näktergalen - 4:28
3. Fel sida av spåren - 3:32
4. Jag tror på dig - 3:18
5. Fel av mig - 3:01
6. Ett, tu, tre - 4:44
7. Tror hon jag bryr mig - 3:59
8. Så länge vi dansar - 5:22
9. Ett språk - 3:23
10. Prärien av is - 5:26
11. Alltid en vals - 0:30
12. När en flicka talar skånska - 4:13
13. Om himlen och Österlen - 3:22

## Medverkande musiker
- Michael Saxell -gitarr, klaviatur, sång, slagverk
- Jalle Lorensson - munspel
- Peter Anthonsson - bas, gitarr, trummor, sång
- Tessa Saxell - sång